# Ohaumeer
Het Ohaumeer (Engels Lake Ohau) is een gletsjermeer gelegen op het Zuidereiland van Nieuw-Zeeland. Het is gevormd door gletsjers en heeft een oppervlakte van 60 km². Wat betreft de naam: Hau betekent wind.
Het Ohaumeer maakt deel uit van drie meren, te weten het Tekapomeer, Pukakimeer en Ohaumeer. De drie meren zijn door kanalen met elkaar verbonden. De drie meren hebben elk een eigen stuwdam om elektriciteit op te wekken. Het Ohaumeer heeft net als de andere twee meren een (zo lijkt het), kunstmatige blauwe kleur water. Dit heeft te maken met de gletsjers (met name de Tasmangletsjer, 28,5 km lang) die steen van de wanden van de berg afslijpt, waardoor er steenpoeder ontstaat dat zich gelijkmatig over het meer verdeelt. Vandaar dit blauwe water waar je niet meer dan 50 cm doorheen kunt kijken.

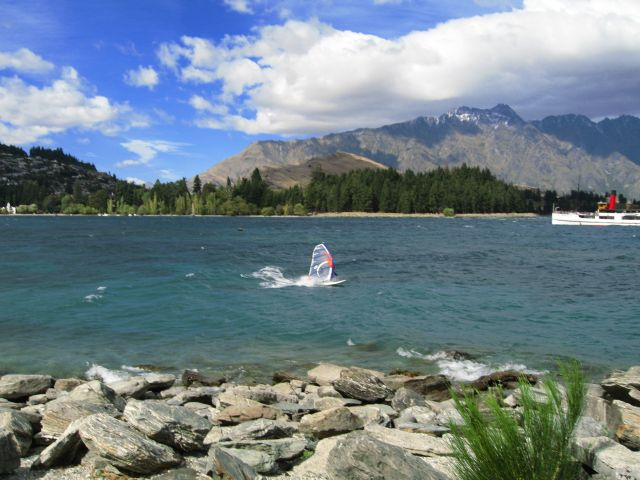
Zicht op eenzame windsurfer en boot op Ohaumeer